# D39a (hunebed)
Hunebed D39a is een verdwenen hunebed in Nederland. Het lag vlak bij de hunebedden D38, D39 en D40 in het Valtherbos, iets ten noorden van Emmen in de Nederlandse provincie Drenthe.
De resten zijn gevonden in oktober 1992. Gezien de geringe grootte, wordt rekening gehouden met het feit dat het om een verdwenen steenkist kan gaan.